# Bendir
El bendir (en árabe: بندير‎; plural: بنادير banadir), también llamado erbeni, arbani o bendyr o adyún, es un tambor de marco tradicional en todo el norte de África, más concretamente en Marruecos. A diferencia de la pandereta, no tiene decoración.

## Características
Se trata de una especie de pandero de unos 40 cm de diámetro realizado con piel de cabra. En dos agujeros del aro tiene adaptados dos platillos metálicos que suenan al agitarse. En el interior adaptados a la piel tiene varias cuerdas de tripa que al vibrar dan resonancia al instrumento.
La mayoría tiene unas cuerdas (que suelen ser de cola de caballo) extendiéndose a través de su diámetro, que cuando se golpea el tambor con los dedos o con la palma de la mano da el tono típico de un zumbido.En la zona bereber de Marruecos se suele calentar al fuego para adquirir mejor resonancia.
El marco es de madera y tiene una sola piel. Crea tonos diferentes de acuerdo a la difusión de las ondas de choque que se desplazan a través de esta. El más antiguo y más común tipo de tambor de este tipo es de forma cuadrada.
El diámetro del bendir es de unos 36 a 41 cm. Se toca manteniéndolo vertical e insertando el dedo pulgar de la mano izquierda generalmente dentro del agujero del bastidor y la mano derecha tocando en los bordes y centro.

## Usos

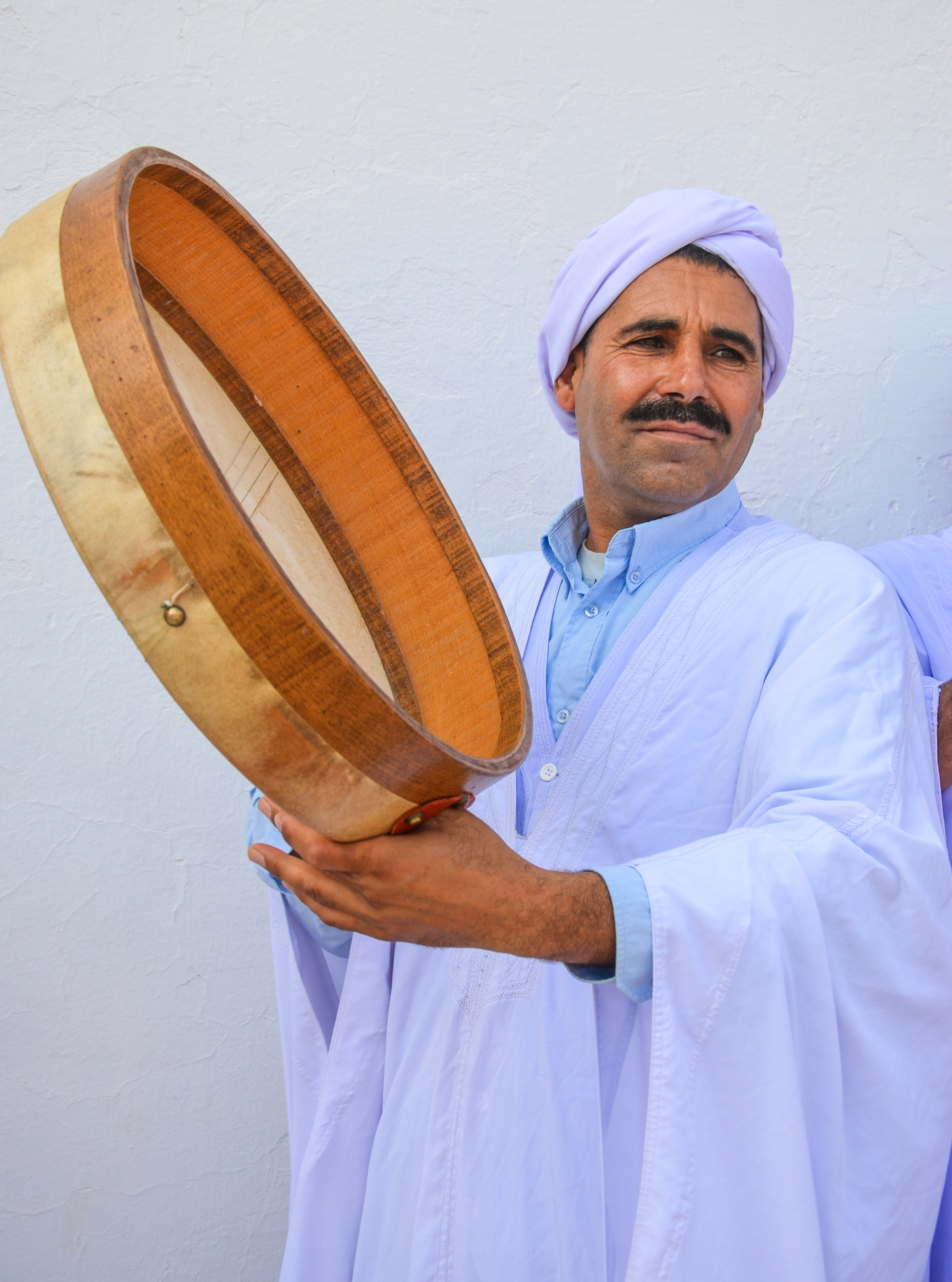
Un hombre tocando un Bendir en Laghouat, Argelia.

El bendir se utilizó en todo el norte de África, el Antiguo Egipto, Mesopotamia y, más concretamente, en Marruecos. El tambor bendir ha existido desde tiempos prehistóricos.
Se utiliza en las ceremonias de los sufíes. La tradición sufí está fuertemente caracterizada por el uso de la música, el ritmo, la danza y en particular para llegar a estados de conciencia introspectiva.
Es un instrumento de percusión usado entre los árabes.